# Кім Іль Йон
Кім Іль (кор. 김일; нар. 25 липня 1971) — північнокорейський борець вільного стилю, срібний призер чемпіонату світу, триразовий чемпіон Азії, дворазовий чемпіон Олімпійських ігор. 2006 включений до Всесвітньої Зали слави Міжнародної федерації об'єднаних стилів боротьби (FILA).

## Біографія
1991 року став чемпіоном світу з вільної боротьби серед молоді.

## Виступи на Олімпіадах
| Змагання                    | Збірна | Вагова категорія | Місце  |
| --------------------------- | ------ | ---------------- | ------ |
| Літні Олімпійські ігри 1992 | КНДР   | 48 кг            | Золото |
| Літні Олімпійські ігри 1996 | КНДР   | 48 кг            | Золото |

На літніх Олімпійських іграх 1992 року в Барселоні виграв золоту медаль, подолавши у фіналі у принциповому поєдинку Кім Чон Сіна з Південної Кореї. Через чотири роки на літніх Олімпійських іграх 1996 року в Атланті повторив успіх, вигравши у фінальній сутичці у вірменського борця Армена Мкртчяна.

## Виступи на Чемпіонатах світу
| Змагання                        | Збірна         | Вагова категорія | Місце  |
| ------------------------------- | -------------- | ---------------- | ------ |
| Чемпіонат світу з боротьби 1991 | Північна Корея | 48 кг            | Срібло |

На чемпіонаті світу 1991 року у Варні посів друге місце. У фіналі поступився радянському борцеві азербайджанського походження Вугару Оруджеву.

## Виступи на Чемпіонатах Азії
| Змагання                       | Збірна         | Вагова категорія | Місце  |
| ------------------------------ | -------------- | ---------------- | ------ |
| Чемпіонат Азії з боротьби 1992 | Північна Корея | 48 кг            | Золото |
| Чемпіонат Азії з боротьби 1993 | Північна Корея | 48 кг            | Золото |
| Чемпіонат Азії з боротьби 1996 | Північна Корея | 48 кг            | Золото |